# S-Bahnen in der Schweiz
In der Schweiz ist nur das Netz von Zürich eine S-Bahn im strengen Sinn, wie in Deutschland meist verwendet. Durch das langfristige Projekt Bahn 2000 sind die weiteren „S-Bahnen“ entstanden, die zum Teil noch im weiteren Ausbau sind (Anpassung bestehender und Bau zusätzlicher Haltestellen, teilw. Überhol-Abschnitte auf eingleisigen Stecken). So ist die Bezeichnung „S-Bahn“ bis auf weiteres meist nur als Marketingbezeichnung für die früheren „Regionalzüge“ mit Halt an allen Stationen zu sehen.
Es gibt in der Regel keinen Preisunterschied zwischen Fernverkehrs- und S-Bahn-Fahrten. Eine Fahrt von Ziegelbrücke nach Zürich mit der S-Bahn kostet beispielsweise genauso viel wie dieselbe Fahrt mit dem InterRegio. Weiter wird der Begriff S-Bahn meistens bei Agglomerationen mit einem grösseren Netz an Nahverkehrslinien verwendet. Die meisten Linien führen oder tangieren dabei die Zentralstadt.
Die Schweizerischen Bundesbahnen haben für die Schweiz folgende Mindestanforderungen an eine S-Bahn gestellt:
- Existenz von Durchmesserlinien
- Durchschnittsgeschwindigkeit von ca. 50 km/h
- Einheitliche Tarife
- Einheitliches Erscheinungsbild und Kommunikation gegenüber den Kunden
- Koordination und Vernetzung mit anderen Verkehrsunternehmen

Nicht im Anforderungsprofil für eine S-Bahn der Schweizerischen Bundesbahnen, dennoch aber ein Hauptmerkmal:
- Im Kernbereich der zentralen Grossstadt gebündelte Fahrwege der S-Bahnlinien mit typischerweise eigener Gleisinfrastruktur und eigenen, vom Interregio- und Fernverkehr unabhängigen Haltestellen und Bahnhöfen

Allerdings erfüllt keine S-Bahn alle Kriterien vollumfänglich. So fährt die S-Bahn Zürich über den Bereich des ZVV-Tarifverbundes hinaus und selbst die teilweise auf dem Zürcher Tramnetz fahrende Forchbahn wird als "S-Bahn" geführt. Die S-Bahn Bern hat noch Linien, die nur stündlich verkehren. Die S-Bahn Luzern kann infrastrukturbedingt keine Durchmesserlinien einrichten. Die S-Bahnen werden oft von verschiedenen Eisenbahnverkehrsunternehmen betrieben und haben bis auf Basel und Bern kein Symbol als Erkennungszeichen.
Der Begriff S-Bahn wird in öffentlichen, zweisprachigen Publikationen mit Réseau Express Régional (RER) ins Französische übersetzt.
|                        | S-Bahn                      | Städte / Ballungsraum | Verbundtarif                            | Linien | Betreiber                      | Spurweiten         | Eröffnung      |
| ---------------------- | --------------------------- | --------------------- | --------------------------------------- | ------ | ------------------------------ | ------------------ | -------------- |
|                        | S-Bahn Aargau               | Kanton Aargau         | A-Welle                                 | 6      | SBB, AVA                       | 1435 + 1000        | 2008           |
| trireno logo           | S-Bahn Basel                | Basel                 | TNW/TVA/Vagabond (CH), RVL/WTV/RVF (DE) | 8      | SBB, SBB GmbH, SNCF, DB        | 1435               | 1997           |
| ein gelbes S           | S-Bahn Bern                 | Bern                  | Libero                                  | 13     | BLS, RBS                       | 1435 + 1000        | (1974)/1995    |
|                        | S-Bahn Chur                 | Chur                  | BÜGA/TransReno                          | 3      | RhB                            | 1000               | 2005           |
| Logo RER Vaudois       | S-Bahn Vaud                 | Lausanne              | mobilis                                 | 8      | SBB                            | 1435               | 2004           |
|                        | Léman Express               | Genf                  | Unireso                                 | 5      | SBB, SNCF                      | 1435               | 2018           |
|                        | S-Bahn Luzern               | Luzern                | Passepartout                            | 7 (+2) | SBB, BLS, Zentralbahn          | 1435 + 1000        | 2004           |
|                        | S-Bahn Schaffhausen         | Schaffhausen          | Ostwind                                 | 2      | SBB GmbH, DB                   | 1435               | 2015           |
|                        | S-Bahn St. Gallen           | St. Gallen            | Ostwind                                 | 10     | AB, SOB, THURBO                | 1435 + 1200 + 1000 | 2001           |
|                        | S-Bahn Tessin               | Bellinzona, Lugano    | CTM                                     | 4      | TILO, FLP                      | 1435 + 1000        | 2004           |
| ZVV logo               | S-Bahn Zürich               | Zürich, Winterthur    | ZVV                                     | 26     | SBB, THURBO, SOB, SZU, AVA, FB | 1435 + 1000        | 27. Mai 1990   |
|                        | Stadtbahn Zug               | Zug                   | TVZG                                    | 2      | SBB                            | 1435               | 2004           |
| Logo RER Valais Wallis | S-Bahn Valais/Wallis        | Kanton Wallis         |                                         | 2      | SBB/TMR                        | 1435               | 2012 bzw. 2016 |
|                        | RER Fribourg/Freiburg       | Fribourg/Freiburg     | Frimobil                                | 7      | TPF                            | 1435 + 1000        | 2011           |
|                        | S-Bahn Konstanz-Kreuzlingen | Konstanz, Kreuzlingen |                                         | 3      |                                | 1435               | Projekt        |

Anmerkungen
- Die Netze von Luzern und Zug teilen sich einen gemeinsamen Nummernbereich und werden oft als S-Bahn Zentralschweiz zusammengefasst.
- Die meisten Normalspurlinien (1435 mm) werden mit Wechselstrom 15 kV 16,7 Hz betrieben, ebenso die meterspurigen Linien in Luzern. Die nach Frankreich führenden Linien fahren ab Basel SBB und ab Genf Cornavin mit Wechselstrom 25 kV 50 Hz. Die meterspurigen Linien in Zürich, Bern und St. Gallen verkehren mit 1200–1500 V Gleichstrom.
- Im Kanton Aargau, der zwischen den drei S-Bahn-Netzen Zürich, Basel und Zentralschweiz liegt, wurden auf Wunsch des Kantons auf Ende 2008 alle Regionalzugslinien mit S-Bahn-Nummern versehen. Schon davor fuhren rund die Hälfte der Regionalzüge mit einer S-Bahn-Nummer, da sie nur eine Teilstrecke im Aargau zurücklegen, der Rest aber im Kerngebiet der jeweiligen S-Bahn.